# Cyclura pinguis
Cyclura pinguis är en ödleart som beskrevs av Barbour 1917. Cyclura pinguis ingår i släktet Cyclura och familjen leguaner. Inga underarter finns listade i Catalogue of Life.
Arten förekommer på några av Jungfruöarna. Den fanns under historisk tid även på Puerto Rico och fossil är kända från Saint Thomas.
Ödlan lever i låglandet upp till 7,5 meter över havet. Habitatet utgörs av skogar, buskskogar och gräsmarker. Typiska växter är trädet Pisonia subcordata och busken Coccoloba uvifera. De öppna skogarna består av träd som är cirka 4,5 meter höga. Introducerade betesdjur medför att undervegetationen är öppen. Individerna gräver jordhålor eller de använder naturliga håligheter. De äter frukter från öarnas ursprungliga växter och hjälper vid fröspridningen. Exemplaren blir könsmogna efter 6 till 7 år när de är 29 till 36 cm långa (utan svans).
Honor lägger mellan juni och augusti 4 till 17 ägg. Nykläckta ungar är utan svans 10,5 cm långa och de väger 40 till 65 g. Unga exemplar utför ibland vandringar. De når mangroveskogar med amerikansk mangrove, Laguncularia racemosa och Avicennia germinans. Denna ödla kan leva 40 år eller lite längre.
Ungdjur som är yngre än 2,5 år jagas av introducerade katter. Beståndet påverkas även av landskapsförändringar och införda främmande växter. Ifall den gröna leguanen införs på Jungfruöarna kommer den vara en konkurrent. IUCN kategoriserar arten globalt som akut hotad.